# Daniel Farabello
Daniel Farabello, né le 18 octobre 1973 à Colón, dans la province d'Entre Ríos, en Argentine, est un joueur argentin de basket-ball, évoluant aux postes de meneur et d'arrière. Il est également de nationalité italienne.

## Palmarès
- Médaille de bronze au Tournoi des Amériques 1993
- Finaliste du Tournoi des Amériques 1995
- Champion des Amériques 2001
- Finaliste du championnat des Amériques 2005